# Seznam vlajek států Spojených států amerických
Vlajky federálních států Spojených států amerických ukazují široké spektrum místních vlivů, prvky z historie těchto států a také různé principy návrhu. Všech 50 států, federální distrikt a deset ostrovních oblastí má vlastní jedinečnou vlajku nezávisle na federální vlajce Spojených států.

Vlajka Spojených států amerických
Poměr stran: 10:19

## Vlajky jednotlivých států Spojených států amerických
| Umístění | Vlajka | Poměr                 | Federální stát / článek o vlajce                                                        | Poslední změna    |
| -------- | ------ | --------------------- | --------------------------------------------------------------------------------------- | ----------------- |
|          |        | Není určen            | Alabama Vlajka Alabamy                                                                  |                   |
|          |        | 125:177               | Aljaška Vlajka Aljašky                                                                  | 2. května 1927    |
|          |        | 2:3                   | Arizona Vlajka Arizony                                                                  |                   |
|          |        | 2:3                   | Arkansas Vlajka Arkansasu                                                               |                   |
|          |        | 2:3                   | Colorado Vlajka Colorada                                                                |                   |
|          |        | 3:4                   | Connecticut Vlajka Connecticutu                                                         |                   |
|          |        | 2:3                   | Delaware Vlajka Delaware                                                                |                   |
|          |        | 2:3                   | Florida Vlajka Floridy                                                                  |                   |
|          |        | 2:3                   | Georgie Vlajka Georgie                                                                  |                   |
|          |        | 1:2                   | Havaj Vlajka Havaje                                                                     |                   |
|          |        | 26:33                 | Idaho Vlajka Idaho                                                                      |                   |
|          |        | 3:5                   | Illinois Vlajka Illinois                                                                |                   |
|          |        | 2:3 nebo 3:5          | Indiana Vlajka Indiany                                                                  |                   |
|          |        | 3:5                   | Iowa Vlajka Iowy                                                                        |                   |
|          |        | 3:5                   | Jižní Dakota Vlajka Jižní Dakoty                                                        |                   |
|          |        | ?                     | Jižní Karolína Vlajka Jižní Karolíny                                                    |                   |
|          |        | 2:3                   | Kalifornie Vlajka Kalifornie                                                            |                   |
|          |        | 3:5                   | Kansas Vlajka Kansasu                                                                   |                   |
|          |        | 10:19                 | Kentucky Vlajka Kentucky                                                                |                   |
|          |        | 7:11                  | Louisiana Vlajka Louisiany                                                              |                   |
|          |        | Není určen            | Maine Vlajka Maine                                                                      |                   |
|          |        | 2:3                   | Maryland Vlajka Marylandu                                                               |                   |
|          |        | 2:3                   | Massachusetts Vlajka Massachusetts                                                      |                   |
|          |        | 2:3                   | Michigan Vlajka Michiganu                                                               |                   |
|          |        | ?                     | Minnesota Vlajka Minnesoty                                                              |                   |
|          |        | 2:3                   | Mississippi Vlajka Mississippi                                                          | 3. listopadu 2020 |
|          |        | 7:12                  | Missouri Vlajka Missouri                                                                |                   |
|          |        | 2:3                   | Montana Vlajka Montany                                                                  |                   |
|          |        | 3:5                   | Nebraska Vlajka Nebrasky                                                                |                   |
|          |        | 2:3                   | Nevada Vlajka Nevady                                                                    |                   |
|          |        | 3:5                   | New Hampshire Vlajka New Hampshiru                                                      |                   |
|          |        | ?                     | New Jersey Vlajka New Jersey                                                            |                   |
|          |        | 2:3                   | Nové Mexiko Vlajka Nového Mexika                                                        |                   |
|          |        | ?                     | New York Vlajka státu New York                                                          |                   |
|          |        | 8:13                  | Ohio Vlajka Ohia Vlajka není obdélníková                                                |                   |
|          |        | ?                     | Oklahoma Vlajka Oklahomy                                                                |                   |
|          |        | 3:5                   | Oregon Vlajka Oregonu Design přední (lícové) a zadní (rubová) strany vlajky je rozdílný |                   |
|          |        | 2:3                   | Pensylvánie Vlajka Pensylvánie                                                          |                   |
|          |        | 29:33                 | Rhode Island Vlajka Rhode Islandu                                                       |                   |
|          |        | 26:33, používá se 3:5 | Severní Dakota Vlajka Severní Dakoty                                                    |                   |
|          |        | 3:4                   | Severní Karolína Vlajka Severní Karolíny                                                |                   |
|          |        | 3:5                   | Tennessee Vlajka Tennessee                                                              |                   |
|          |        | 2:3                   | Texas Vlajka Texasu                                                                     |                   |
|          |        | 5:8                   | Utah Vlajka Utahu                                                                       |                   |
|          |        | 3:5                   | Vermont Vlajka Vermontu                                                                 |                   |
|          |        | 3:5, 5:8 a 2:3        | Virginie Vlajka Virginie                                                                |                   |
|          |        | 5:8                   | Washington Vlajka státu Washington                                                      |                   |
|          |        | 2:3                   | Wisconsin Vlajka Wisconsinu                                                             |                   |
|          |        | 7:10                  | Wyoming Vlajka Wyomingu                                                                 |                   |
|          |        | 7:10                  | Západní Virginie Vlajka Západní Virginie                                                |                   |

## Vlajky federálního distriktu a hlavních ostrovních oblastí

Vlajka Washingtonu, D.C. Poměr stran: 1:2
Vlajka Americké Samoy Poměr stran: 1:2
Vlajka Amerických Panenských ostrovů Poměr stran: 2:3
Vlajka Guamu Poměr stran: 22:41
Vlajka Portorika Poměr stran: 2:3
Vlajka Severních Marian Poměr stran: 20:39

## Vlajky Menších odlehlých ostrovů USA
Následující ostrovní celky jsou společně definovány jako Menší odlehlé ostrovy USA (dle ISO 3166-1). Na těchto ostrovech, atolech a útesech je oficiálně užívána vlajka USA, nicméně některé z nich mají vlastní neoficiální vlajku.

Bakerův ostrov
Howlandův ostrov
Jarvisův ostrov
Johnstonův atol
Kingmanův útes
Vlajka Midwayských ostrovů (neoficiální)
Ostrov Navassa
Vlajka atolu Palmyra (neoficiální)
Vlajka ostrova Wake (neoficiální)